# Czédly Károly
Czédly Károly (Arad, 1899. július 24. – Arad, 1954. március 19.) jogász, közíró, műfordító.

## Életpályája
A gimnáziumot szülővárosában végezte, 1920-ban szerzett jogi doktorátust Budapesten. Előbb bankban, majd az aradi cukorgyárban volt tisztviselő. Közgazdasági cikkei és tudományos fordításai az aradi Vasárnapban jelentek meg. Lefordította Carlo Collodi Pinocchio című gyermektörténetét (Fajankó, a fából faragott Paprikajancsi tanulságos és vidám históriája, Arad, 1928); több előadást tartott a Kölcsey Egyesületben.